# Comissão Interdicasterial para o Catecismo da Igreja Católica
A Comissão Interdicasterial para o Catecismo da Igreja Católica é um dicastério da Cúria Romana.
Este órgão foi criado pelo Papa João Paulo II em março de 1993 e foi dada a tarefa de coordenar as atividades do Catecismo da Igreja Católica, através da promoção de iniciativas para assegurar um melhor conhecimento, analisar e aprovar as traduções da Edição Típica Latina. A nova comissão está em continuidade com as duas comissões anteriores, a Comissão para a preparação do Catecismo da Igreja Universal (10 de julho de 1986 - dezembro de 1992) e do conselho editorial (1991).
A Comissão tem dedicado mais tempo para a escrita da Edição Típica Latina, que sustenta todas as outras traduções em vários idiomas.